# Lee Chia-Jung
Lee Chia-Jung es una deportista taiwanesa que compitió en taekwondo. Ganó una medalla de bronce en el Campeonato Asiático de Taekwondo de 1986, en la categoría de –47 kg.

## Palmarés internacional
| Representando a China Taipéi |                    |                   |           |
| Campeonato Asiático          |                    |                   |           |
| Año                          | Lugar              | Medalla           | Categoría |
| 1986                         | Darwin (Australia) | Medalla de bronce | –47 kg    |